# Beaufort Burdekin
Beaufort Burdekin (* 27. Dezember 1891 in Poole; † 15. Mai 1963 ebenda) war ein britischer Ruderer. Er war Olympiazweiter 1912 im Achter.

## Karriere
Bei den Olympischen Spielen 1912 in Stockholm traten insgesamt elf Boote aus sieben Ländern im Achter-Wettbewerb an. Es ruderten jeweils zwei Boote gegeneinander, die Sieger kamen in die nächste Runde. In der ersten Runde siegten beide englischen und beide deutschen Boote. In der zweiten Runde setzten sich die beiden englischen Boote und ein deutsches Boot durch. Im Finale trafen die Boote vom Leander Club und vom New College aufeinander und die Crew vom Leander Club gewann. Die Silbermedaille ging an William Fison, William Parker, Thomas Gillespie, Beaufort Burdekin, Frederick Pitman, Arthur Wiggins, Charles Littlejohn, Robert Bourne und Steuermann John Walker vom New College.
1914 ruderte Burdekin für die University of Oxford beim Boat Race und verlor gegen Cambridge. Beaufort Burdekin war der Ehemann der Schriftstellerin Katharine Burdekin, die beiden trennten sich 1922.